# Ґуйщ
Ґуйщ (пол. Gójszcz) — село в Польщі, у гміні Мрози Мінського повіту Мазовецького воєводства.
Населення — 156 осіб (2011).
У 1975-1998 роках село належало до Седлецького воєводства.

## Демографія
Демографічна структура станом на 31 березня 2011 року:
|          | Загалом | Допрацездатний вік | Працездатний вік | Постпрацездатний вік |
| -------- | ------- | ------------------ | ---------------- | -------------------- |
| Чоловіки | 82      | 18                 | 58               | 6                    |
| Жінки    | 74      | 18                 | 37               | 19                   |
| Разом    | 156     | 36                 | 95               | 25                   |